# ماردر 3
ماردر 3 هو اسم سلسلة من مدمرات الدبابات الألمانية الصنع في الحرب العالمية الثانية. تم تركيب إما المدفع الميداني السوفيتي السابق 76.2 مم F-22 موديل 1936، أو الألماني 7.5 سم PaK 40، في حجرة قتال مكشوفة فوق هيكل الشاسيه لبانزر 38 (ر). لقد قدمت القليل من الحماية للطاقم، لكنهم أضافوا قوة نيران كبيرة مقارنة بالدبابات الألمانية المعاصرة. دخلت في الإنتاج من عام 1942 إلى عام 1944 وخدمت على جميع الجبهات حتى نهاية الحرب، إلى جانب ماردر 2 المماثل. الكلمة الألمانية Marder تعني دلق.

## التاريخ
في المراحل الأولى من عملية بارباروسا (اجتياح الاتحاد السوفيتى) ظهرت الحاجة إلى مدفع مضاد للدبابات أكثر حركية وأكثر قوة من المدافع المجرورة مثل المدفع pak 36 أو مدمر الدبابات Panzerj&auml;ger I. واصبحت الحاجة طارئة إلى هذا النوع من المدافع في شهر يوينو 1941 عندما عجزت القذائف المضادة للدبابات من اختراق دروع الدبابات السوفيتية الجديدة مثل دبابات تي-34 وكيه في1. وكحل مؤقت تقرر استخدام شاسيهات الدبابات الفرنسية المستولى عليها مثل دبابات لورين التي تم تحويلها إلى ماردر l وكذلك الدبابات الألمانية القديمة مثل دبابات بانزر2 التي تم تحويلها إلى ماردر ll وكذلك دبابات بانزر 38تي تشيكية الصنع والتي تم تحويلها إلى ماردر 3 وكان الناتج من هذه التعديلات سلسلة مدافع ماردر التي تم تسليحها بالمدافع السوفيتية 76 مم موديل F_22 1936 المستولى عليها في بداية المعارك أو المدافع الألمانية عيار 75 مم pak40 وبسبب حجم ووزن الشاسيهات الصغيرة للدبابات المعدلة كانت سلسلة ماردر غير المدرعة بالكامل فقد كان يحتوى على تدريع خفيف في الامام ومن الاجناب وتحتوى سلسلة ماردر على فتحة علوية وفي بعض الاحيان كان يتم تغطية تلك الفتحة بالواح صغيرة لوقاية الطاقم من الاسلحة الفردية الخيفة والشظايا.
في بداية عام 1942 أصبحت دبابات بانزر 38 تي خارج الخدمة بأعداد كبيرة بسبب تقادمها ولكنها ظلت بحالة جيدة تصلح لتحويلها إلى مدمرة دبابات وفي نفس الوقت كانت يوجد اعداد كبيرة من المدافع السوفيتية المستولى عليها في بدايات الحرب على الاتحاد السوفيتى 76mm filed guns لذلك كان القرار الالمانى بتركيب المدفع السوفيتى على الدبابة التشيكية الاصل ولتنفيذ ذلك القرار تم ازالة البرج العلوى والجزء العلوى من الدبابة وتم تركيب بنية علوية جديدة على الشاسيه وشمل الجزء الجديد الرشاش والمدفع وتم تمديد حجم البرج ليسع الذخيرة وكان النموذج يعطى قدر ضئيل من الحماية للقائد والملقم اذ كان يتراوح التدريع من 10 إلى 50 مم ويكون القائد والملقم في الاعلى فوق المحرك حيث كان النموذج اعلى بكثير من دبابات بانزر 38 مما جعله أكثر عرضة لنيران العدو وتم تسمية المدفع السوفيتى 7.62 cm pak 36 حيث استطاع المدفع ان يطلق الدانات الألمانية عيار 75 مم وكان المدمر ماردر يستطيع حمل 30 قذيقة داخله بالإضافة إلى تركيب رشاش عيار 7.92 مم في البدن وتمت الموافقة على التعديلات وسميت هذه النسخة باسم Sd.Kfz.139 وتم صناعة 363 من هذه النسخة في الفترة من أبريل 1942 إلى 1943 .

## روابط خارجية
- Achtung Panzer!
- ماردر الثالث
- OnWar (Marder III، Sd.Kfz.139 ، https://www.onwar.com/weapons/afv/data/tfmarder3m.htm (Marder III، Ausf. M، Sd.Kfz.138]
- مركبات الحرب العالمية الثانية
- السيارات الألمانية الملتقطة - ملف PDF يعرض المركبات الألمانية بناءً على المعدات الأجنبية التي تم التقاطها وتعديلها (PzKpfw. 35 (t)، PzKpfw 38 (t)، 10.5   cm leFH 18 (Sf) auf Geschützwagen ، Marder I ، Panzerjäger I ، Marder III ، Grille ، Munitionspanzer 38 (t)) لا تزال موجودة في العالم

بيتر تشامبرلين وهيلاري دويل، موسوعة الدبابات الألمانية في الحرب العالمية الثانية ، 1978، 1999